# Hyalopeziza alni
Hyalopeziza alni är en svampart som beskrevs av E. Müll. 1968. Hyalopeziza alni ingår i släktet Hyalopeziza och familjen Hyaloscyphaceae.   Inga underarter finns listade i Catalogue of Life.